# باسنهایم
باسنهایم (به آلمانی: Bassenheim) یک شهر در آلمان است که در ماین-کبلنتس واقع شده‌است. باسنهایم ۲٬۹۱۴ نفر جمعیت دارد.